# Perrysville (Ohio)
Pour les articles homonymes, voir Perrysville.
Perrysville est un village américain situé dans le comté d'Ashland, dans l'Ohio. Selon le recensement de 2010, sa population est de 735 habitants.